# レナート・ブルゾン
レナート・ブルゾン（Renato Bruson, 1936年1月13日 - ）は、イタリア、グランツェ生まれのバリトン歌手。彫りの深いノーブルな声と歌い崩しのない折り目正しい歌唱で、バスティアニーニ後のイタリア・オペラ界において、ピエロ・カプッチッリとともに最も正統的なヴェルディ・バリトンと目された。
少年時代の彼は教会の聖歌隊で歌っていた。長じて奨学金を得てポリーニ音楽院に学んだ。1961年にスポレートでヴェルディの『イル・トロヴァトーレ』のルーナ伯爵を歌い、オペラ・デビューした。以後、ローマ、ボローニャ、ナポリ、ヴェネツィア等イタリア各地のオペラハウスに登場し、評価を高める。メトロポリタン歌劇場へのデビューは1969年の『ランメルモールのルチア』、スカラ座へのデビューはやや遅れて1972年『シャモニーのリンダ』であった。
日本へは1967年の第5次NHKイタリア歌劇団で初来日。『ランメルモールのルチア』のエンリーコ役をマリオ・ザナージと共に歌っている。
1988年のスカラ座日本公演での『ナブッコ』で再来日後は、たびたび来日し、ファンを楽しませている。
リゴレット、シモン・ボッカネグラ、ナブッコ、スカルピア（『トスカ』）、イヤーゴ（『オテロ』）、ジェルモン（『椿姫』）を得意とする。